# الكفرين
الكفرين هي قرية فلسطينية. تبعد عن حيفا باتجاه الجنوب الشرقي مسافة 30 كم وحوالي 6 كم إلى الشمال من وادي عارة، وترتفع عن سطح البحر 250 متراً، هجرت عام 1948.

## القرية قبل عام 1948
تحدها من الغرب قرية خبيزة ومن الجنوب الغربي البطيمات ومن الشرق اللجون. كانت القرية تقع في أرض فسيحة بلغت مساحتها حوالي 10882 دونماً، امتدت من أراضي صبارين غرباً وحتى الكفرين شرقاً في منطقة خفيفة الانحدار وذات أودية ضحلة. وضمت أراضي القرية نحو عشرة آبار وينابيع، منها عين الصفصاف وعين البلد وعين قاسم وعين عباس وغيرها. كانت الكفرين، أي القريتين بالعربية، تعرف عند الصليبيين باسم «كافورانا». وفي أواخر القرن التاسع عشر بلغ عدد سكانها 200 نسمة. في عام 1922 كان عدد سكانها حوالي 571 نسمة وفي عام 1945 حوالي 920 نسمة، وفي 1947 حوالي 1020 نسمة. اعتمد السكان في معيشتهم على تربية المواشي والزراعة، وكان القمح هو المحصول الرئيسي فيها. وفي عام 1945 كان حوالي 9776 دونماً مخصصاً للحبوب وحوالي 147 دونماً مستخدماً للبساتين. كان في القرية عام 1948 مسجد ومدرسة ابتدائية للبنين أنشئت عام 1888 خلال الحكم العثماني.

## احتلال القرية عام 1948
في الثاني عشر من نيسان (أبريل) 1948 هاجمت وحدات من قوات الـ«بلماح» الصهيونية قرية الكفرين وتم تفريغها من أهلها بالقوة والإرهاب. في نفس اليوم تم نسف حوالي 30 بيتاً في القرية. في الـ19 من نيسان أجرت وحدة «البلماح» في الكفرين تدريباً على «حرب في منطقة سكنية»، وفي نهاية التمرين محيت الكفرين من على الأرض. لاجئوا الكفرين الذين نزحوا عن قريتهم قبل احتلالها بيوم توزعوا في أماكن مختلفة، ويُقيمون حالياً في مخيّمات: جنين ونور شمس والفارعة، وفي مدن: عمّان وأم الفحم ومعاوية وعين إبراهيم وعكا. ولم تُبنَ مستعمرات إسرائيلية على أراضي القرية، لكن بعض هذه الأراضي يُستخدم كمنطقة للتدريب العسكري الإسرائيلي وبعضها مرعى لأبقار «كيبوتس عين هشوفط».

## القرية اليوم
يتقسم الموقع والمنطقة المحيطة به إلى معسكر للتدريب العسكري، ومرعى للبقر، وقد سيجت منطقة مملوءة بالأنقاض ومغطاة بالتراب والشجيرات والأشواك. وتتبعثر أشجار اللوز، والزيتون والتين حول الموقع، ولا يوجد مستوطنات على أراضي القرية.